# 宝亀院
宝亀院（ほうきいん）は、和歌山県伊都郡高野町高野山にある高野山真言宗の別格本山の寺院。本尊は十一面観音。宿坊。御衣寺（おころもでら）宝亀院とも呼ばれる。新西国三十三箇所第6番札所。
ユネスコの世界遺産「紀伊山地の霊場と参詣道」の構成要素。

## 歴史
寺伝によると、延喜21年（921年）10月21日の夜に醍醐天皇の枕元に、突如として髪や髭が伸び放題で袈裟や衣も汚れて破けている姿の空海が現れた。そして「高野山 結ぶ庵に 袖朽ちて 苔の下にぞ 有明の月」と歌うとその姿を消してしまった。驚いた醍醐天皇は以前から東寺長者の観賢僧正が空海に大師号を授けてほしいと訴えていた事もあり、10月27日に空海に弘法大師の号を授け、中納言藤原扶閑を勅使として高野山に遣わしたという。
すると、11月5日の暁になって高野山奥の院の空海御廟の前で祈っていた観賢の眼前に、髪や髭は伸び放題で袈裟や衣も汚れて破けている空海が現れた。そこで観賢は空海の髪や髭を剃って奇麗にし、新しい袈裟と衣に着替えてもらった。すると空海は喜んだのか消えてしまったという。これ以来、毎年空海の命日である3月21日に新しい衣を奥の院の弘法大師御廟に供えている。
この報告を受けた醍醐天皇はさっそく観賢を開山として高野山内に勅願寺を建立することにし、空海が宝亀5年（774年）6月15日に生まれたことから寺は宝亀院と名付けられた、これが当寺の建立の由来であるという。

## 境内
- 本堂
- 大師堂 - 弘法大師御衣替霊場。鬚が伸びている姿の入定大師が祀られている。堂内には観賢によって掘られたという御衣井があり、弘法大師御廟に供えるための衣を染めるのに用いる「御衣染の霊水」が湧いている[1]。
- 庫裏
- 宿坊
- 人生幸朗の墓
- 山門

## 文化財

### 重要文化財
- 木造十一面観世音菩薩立像 - 弘法大師作と伝わる。嵯峨天皇から醍醐天皇の時代までは宮中で祀られていた。
- 紙本著色鶏図 1双 - 曽我直庵筆。
- 崔子玉座右銘断簡 1幅 - 伝弘法大師筆。

### その他
- 弁財天像 - 弘法大師作と伝わる。
- 襖絵 - 雪舟、円山応挙、英一蝶、狩野派等。

## 行事
- 3月17日 - 弘法大師御衣加持 衣を観賢が掘った井戸から汲んだ水に染めて加持を行う。
- 3月21日 - 弘法大師御衣替法要 早朝、奥の院の弘法大師御廟に上記の衣を供えて法要を行う。

## 前後の札所
新西国三十三箇所
5 道成寺　-　6 宝亀院　-　7 金剛寺

## 所在地
- 和歌山県伊都郡高野町294

## アクセス
- 南海高野線 極楽橋駅で南海鋼索線（高野山ケーブル）に乗り換え 高野山駅下車、南海バス大門行で金堂前下車すぐ。